# Гамбарли, Махсум Аскер оглы
Махсум Аскер оглы Гамбарли (азерб. Qəmbərli Mahsum Əsgər oğlu; 25 октября 1996, Ленкорань, Азербайджан) — азербайджанский футболист, амплуа — защитник. Выступает в команде азербайджанской премьер-лиги «Хазар-Ленкорань».

## Клубная карьера
Махсум Гамбарли является воспитанником футбольного клуба «Хазар-Ленкорань», в младших возрастных группах которого начинал свои выступления в 12-летнем возрасте. Выступал также в составе дублеров. Первым наставником футболиста, а также человеком, кто привел его в «Хазар-Ленкорань», был тренер Вагиф Гусейнов. С 2014 года играет за основной состав «южан». Дебютировал в основном составе клуба 28 февраля 2015 года в матче Премьер-лиги Азербайджана против ФК «Баку». При этом вышел на поле на 62-й минуте матча.

### Чемпионат
Статистика выступлений в чемпионате Азербайджана по сезонам:
| № | Сезон       | Клуб              | Игр | Голов | Игр в запасе |
| - | ----------- | ----------------- | --- | ----- | ------------ |
| 1 | 2014 / 2015 | «Хазар-Ленкорань» | 7   | 0     | 13           |
| 2 | 2015 / 2016 | «Хазар-Ленкорань» | 3   | 0     | 0            |

### Кубок
В Кубке Азербайджана провел нижеследующие игры:
| № | Сезон       | Клуб              | Игр | Голов | Игр в запасе |
| - | ----------- | ----------------- | --- | ----- | ------------ |
| 1 | 2014 / 2015 | «Хазар-Ленкорань» | 1   | 0     | 2            |